# Björgvin Björgvinsson (Skirennläufer)
Björgvin Björgvinsson (* 11. Januar 1980 in Dalvík) ist ein ehemaliger isländischer Skirennläufer.

## Biografie
Björgvin Björgvinsson war wie Kristinn Björnsson, der bis heute erfolgreichste isländische Skifahrer, hauptsächlich Slalomläufer. Im Vergleich zu seinem Landsmann waren die Erfolge von Björgvin jedoch bescheidener. Seit seiner Jugend startete er bei einigen hundert Rennen, aber nur bei niedriger eingestuften Wettbewerben wie FIS-Rennen oder nationalen Meisterschaften erreichte er Siege oder vordere Plätze. Im Europacup gelangen ihm vier Platzierungen unter den besten Zehn – alle bei Indoor-Rennen in den Skihallen von Landgraaf und Amnéville. Nach seinem Weltcup-Debüt in Todtnau 2000 war Björgvin seit der Saison 2004/05 bei den meisten europäischen Weltcup-Slaloms am Start. Die Qualifikation für den zweiten Durchgang sowie der Gewinn von Weltcuppunkten gelang ihm zweimal: Am 6. Januar 2009 belegte er beim Slalom in Zagreb Rang 25, genau ein Jahr später wieder in Zagreb Platz 24.
An Alpinen Weltmeisterschaften nahm Björgvin Björgvinsson viermal teil (St. Anton am Arlberg 2001, St. Moritz 2003, Bormio 2005 und Åre 2007), wo er außer im Slalom auch im Riesenslalom an den Start ging. Sein bestes WM-Ergebnis ist der 28. Platz im Slalom von Bormio. In Salt Lake City 2002 und in Turin 2006 war er Mitglied der isländischen Olympiamannschaft. 2002 schied er bei zwei Versuchen zweimal aus, 2006 gelang ihm schließlich mit Rang 22 im Slalom ein gutes Olympiaergebnis.
Im April 2013 trat Björgvin vom Spitzensport zurück.

## Erfolge

### Olympische Spiele
- Turin 2006: 22. Slalom
- Vancouver 2010: 43. Riesenslalom

### Weltmeisterschaften
- St. Moritz 2003: 35. Slalom
- Bormio 2005: 28. Slalom

### Weltcup
- 2 Platzierungen unter den besten 30

### Kontinentalcups
- 4 Top-10-Platzierungen im Europacup
- 9 Siege im Australia New Zealand Cup

### Juniorenweltmeisterschaften
- Megève 1998: 12. Riesenslalom, 57. Super-G
- Pra Loup 1999: 28. Super-G
- Québec 2000: 23. Riesenslalom

### Weitere Erfolge
- 16 isländische Meistertitel (Riesenslalom 2002, 2003, 2005, 2006, 2007, 2008, 2009, 2010 und 2011, Slalom 2003, 2006, 2007, 2008, 2009, 2010 und 2011)
- 36 Siege in FIS-Rennen